# 林猪殃殃
林猪殃殃（学名：Galium paradoxum）为茜草科拉拉藤属下的一个种。

## 扩展阅读
- 維基物種上的相關：林猪殃殃